# Ratunijja
Ratunijja – wieś w Syrii, w muhafazie Aleppo, w dystrykcie Manbidż. W 2004 roku liczyła 195 mieszkańców.